# 基兰·韦斯特伍德
基蘭·韋斯活特（英語：Keiren Westwood，1984年10月23日—）出生於英格蘭大曼徹斯特曼徹斯特市，是一名愛爾蘭足球運動員，司職門將。他以在愛爾蘭出生的祖母而取得代表愛爾蘭國家隊的參賽資格。

## 生平

### 球會
曼城
韋斯活特出身曼城，但從未為一隊上陣，期間擔任詹姆斯和的副車，直至2004年被球會放棄。
卡素爾
韋斯活特其後加盟當時尚在全國聯參賽的卡素爾，成為格伦农的副手。他主要在盃賽上陣，在2005年3月格伦农受傷後，韋斯活特獲派在聯賽上陣，但當格伦农傷癒後，他再次返回後備席。球季結束後卡素爾透過附加賽取得升班英乙資格。
2005/06年球季格伦农離隊轉投法尔科克，卡素爾簽入威廉斯取代其位，但韋斯活特抓緊機會，在卡素爾贏得英乙冠軍的球季為球隊在聯賽上陣35場，奠定首席門將的地位。翌季升班英甲後韋斯活特出席全部46場聯賽。2007/08年球季他再次出席全部聯賽，協助球隊取得第4位參加升班附加賽，但於準決賽兩回合累計2-3僅負列斯聯出局。2008年4月27日韋斯活特入選PFA英甲年度最佳陣容，其後更包辦球會所有年度最佳球員獎項。
高雲地利
2008年6月18日韋斯活特與英冠球會高雲地利簽署三年合約，轉會身價初步為50萬英鎊，按表現可增加至75萬英鎊。加盟首個球季他再次出席球隊全部46場聯賽，於2009年4月26日入選PFA英冠年度最佳陣容。2009/10年球季韋斯活特繼續表現出色，季後包攬球會的年度最佳球員和球員先生（Players' Player of the Season）。他在2010年9月28日主場2-1擊敗唐卡士打為高雲地利第100場上陣。
韋斯活特與高雲地利的合約將於2011年夏季屆滿，多支英超球隊包括愛華頓及韋根均有意在1月轉會窗羅致旗下，高雲地利將其身價訂為約200萬英鎊。
新特蘭
約滿的韋斯活特拒絕高雲地利提供的新約，於2011年6月22日加盟英超球會新特蘭，合約於7月1日開始生效。

### 國家隊
2009年5月29日韋斯活特首次代表愛爾蘭在卡雲農舍球場以1-1賽和尼日利亞的友誼賽上陣。他在於同年夏季在對澳洲及南非兩場友誼賽上陣。
2010年5月25日主場對巴拉圭的友誼賽，由於基雲受傷缺陣，韋斯活特獲派正選上陣兼踢足全場90分鐘，協助球隊小勝2-1；三日後3-0擊敗阿爾及利亞的賽事他再次正選上陣。

## 榮譽

### 球會
卡素爾
- 英格蘭足球乙級聯賽冠軍：2005/06年；

### 個人
- PFA英甲年度最佳陣容：2007/08年；
- PFA英冠年度最佳陣容：2008/09年；
- PFA英冠年度最佳陣容：2014/15年；

## 外部連結
- 足球数据库：基蘭·韋斯活特的球员统计数据
- 高雲地利官網簡歷
- 愛爾蘭足總官網簡歷 （页面存档备份，存于）

| 奖项与成就 | 奖项与成就                     | 奖项与成就 |
| ---------- | ------------------------------ | ---------- |
| 前任：     | 高雲地利年度最佳球員 2009–2010 | 繼任：     |